# Tumba de los Escipiones

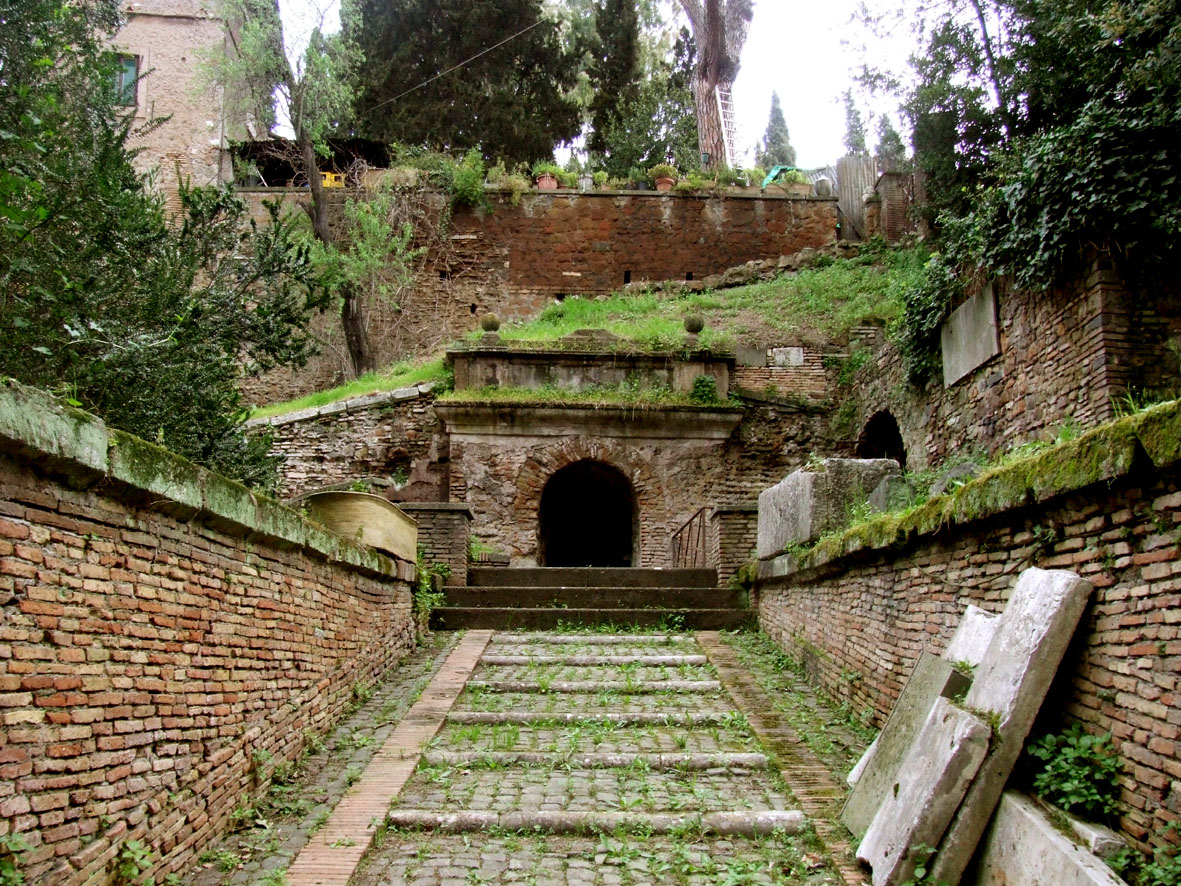
Entrada a la tumba.

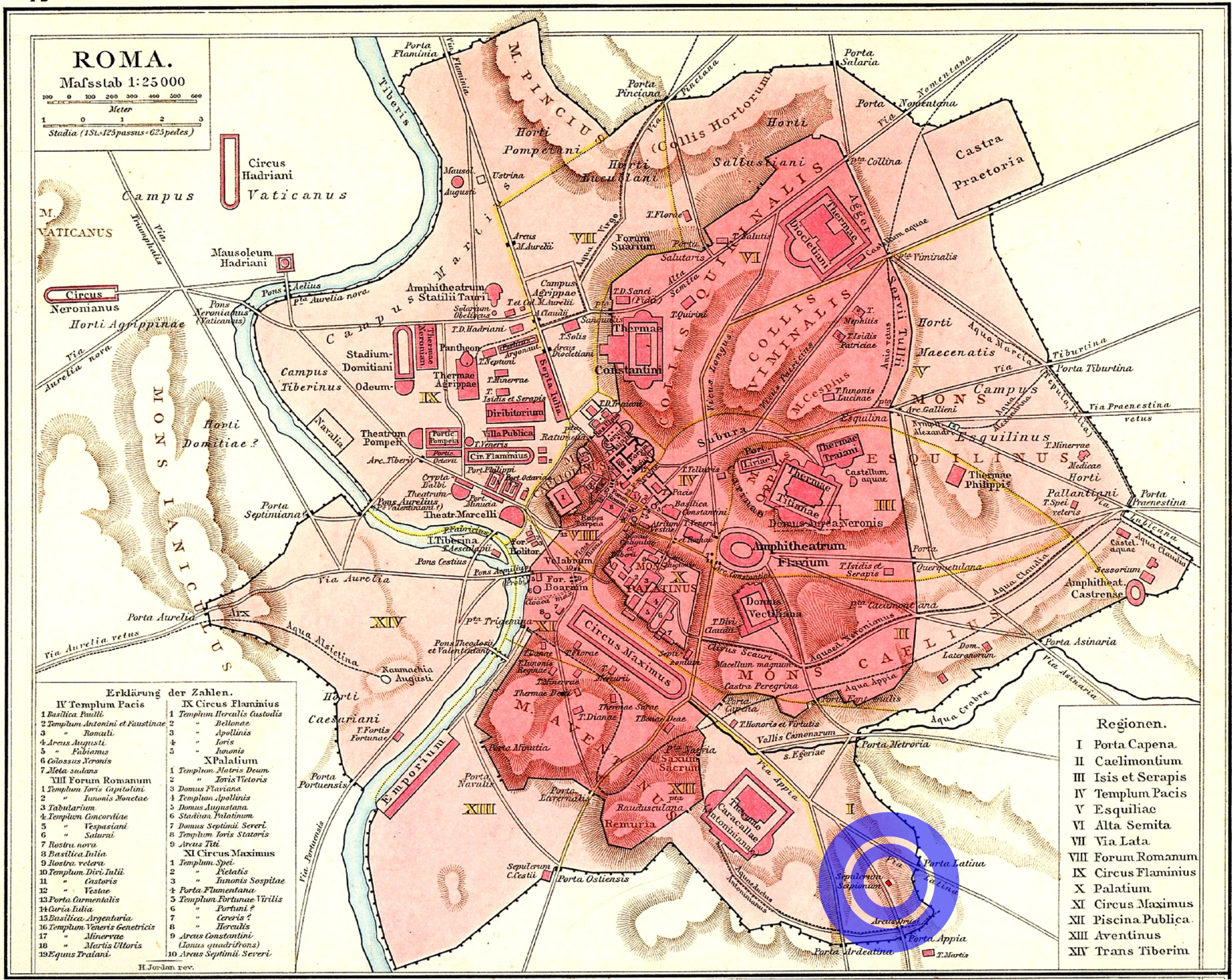
Localización de la tumba en la antigua Roma.

La Tumba de los Escipiones (en latín sepulcrum Scipionum), también denominada hypogaeum Scipionum, es un monumento funerario de la edad romana que se encuentra en Roma, a lo largo de la Vía Apia, a poca distancia de la Porta San Sebastiano. Fue la tumba común de la familia patricia  de los Escipión durante la República romana; utilizada para los sepelios desde principios del siglo III a. C. hasta comienzos del siglo I d. C. A partir de entonces fue abandonada y su localización se perdió tras varios cientos de años. 
La tumba fue redescubierta dos veces, la última vez en 1780. El emplazamiento perteneció a un particular desde su descubrimiento pero fue adquirido por la ciudad en 1880 tras la sugerencia de Rodolfo Amedeo Lanciani.

## Historia
Englobada en parte dentro de una vivienda del siglo III, fue redescubierta dos veces, a pesar de que se conociese la ubicación aproximada gracias a los manantiales circundantes, la primera en 1616 y de nuevo en 1780 por los propietarios de la parte inferior durante las labores de construcción de un sótano. Debido a que la excavación y los métodos empleados en aquellos tiempos, cuyo objetivo principal era, a menudo, el hallazgo de tesoros, acabaron por destruir parte de la tumba, en 1926 se restauró íntegramente el sepulcro con motivo del "X Reparto del Ayuntamiento de Roma". En esa ocasión se eliminaron las albañilerías realizadas por los descubridores para evitar los derrumbes y se ejecutaron precisos estudios para la recolocación de réplicas de las inscripciones antiguas y los sepulcros.
La creación del sepulcro se remonta a comienzos del siglo III a. C., una obra de Lucio Cornelio Escipión Barbato, cónsul en el año 298 a. C., cuyo sarcófago, el único que permaneció intacto, ocupaba el puesto de honor y que fue trasladado a los Museos Vaticanos, conjuntamente con las inscripciones originales. Gracias a numerosas citas antiguas, y sobre todo, al testimonio de Cicerón, se sabe que se usó hasta principios del siglo II a. C. y que estaba prácticamente  completo  en la primera mitad del siglo II a. C. Así mismo, consta que custodió los restos el poeta Ennio, de quién Cicerón dice que existía una estatua de mármol. En cambio, ninguno de los Escipiones más conocidos como el africano, el asiático o el hispano fueron enterrados aquí, aunque según Tito Livio y Séneca fueron inhumados en la villa de Liternum.
Las inscripciones sobre los sarcófagos (solo sobre siete ejemplares), permitió fechar el uso de la misma hasta el año 150 a. C., cuando la capacidad de la estructura estuvo completa y se amplió con otra estancia adyacente, de forma cuadrangular pero no alineada con la primera, donde fueron enterrados algunos miembros de la familia, aunque no más tarde del siglo II a. C. De aquella época data la creación una fachada "rupestre". La decoración se le atribuye a la iniciativa de Escipión Emiliano y es un claro ejemplo de la helenización de la cultura romana durante el transcurso del siglo II a. C. En aquella época el sepulcro se volvió un tipo de museo familiar, que perpetuaba y difundía las empresas de sus miembros.
La última utilización conocida del sepulcro tuvo lugar en la época claudio-neroniana, cuando la hija y el nieto de Cneo Cornelio Lentulo Getúlico fueron inhumados, determinada por los motivos ideológicos ligados a la descendencia de los Escipiones. Ya en el siglo III d. C. el sepulcro fue destruido y dio paso a otros edificios.

## Arquitectura

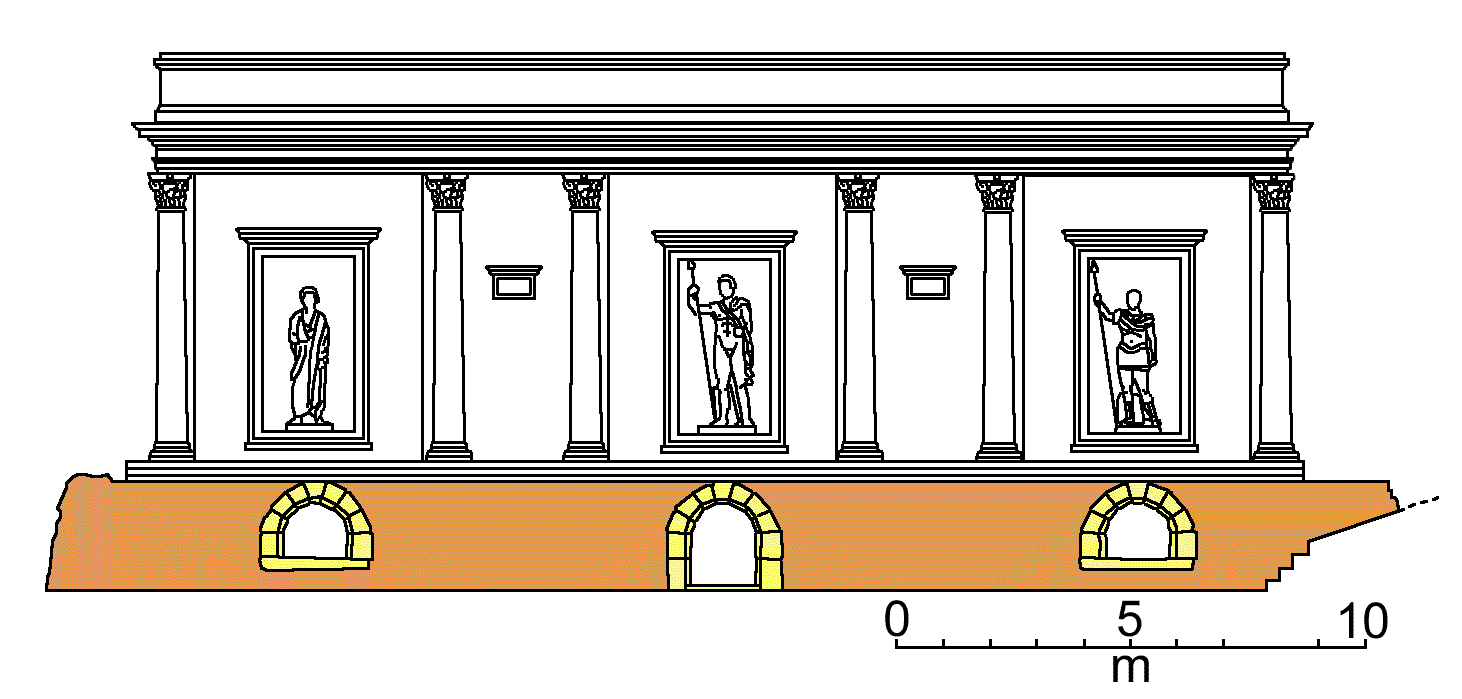
Vista alzada de la tumba en la segunda mitad del siglo II a. C., reconstrucción de Filippo Coarelli.

El monumento se divide en dos partes distintas: el complejo principal, cavado en una repisa de una roca caliza muy porosa en un gran plano cuadrado y por otro una arcada de ladrillo, del periodo posterior, con una entrada separada. 
La habitación central está dividida en cuatro grandes pilares o columnas adosados a un muro o pared, ha sido reparada en el curso de las excavaciones para asegurar que el hipogeo no se derrumbase, con cuatro grander arcadas a lo largo de los lados y dos galerías centrales que se cruzan perpendicularmente, consiguiendo una apariencia de rejilla. 
La fachada principal está orientada al noreste, aunque solo ha sobrevivido una pequeña parte en la zona de la derecha, con algunos restos de pinturas en la pared. Se edificó en lo alto de un podio bordeada por varias cornisas, en las cuales se crearon tres arcos hechos de sillares de toba proveniente del río Aniene: uno daba a la entrada del hipogeo (central), otro a la nueva habitación (mano derecha), mientras que la tercera (izquierda) no daba a ningún lado y tenía un función puramente ornamental (a menos que se previese crear otra habitación más en ese lado). Esta base estaba cubierta casi en su totalidad por frescos, de los que solo se conservan pequeñas piezas, mostrando tres motivos: las dos más antiguas (de mitad del siglo II a. C.) muestras escenas históricas (pueden reconocerse algunas figuras de soldados), mientras que la tercera, la más reciente, tiene una decoración sencilla de color rojo con olas estilizadas (siglo I d. C.).
Más espectacular era parte superior de la fachada, con una vista tripartita, semicolumnas y tres nichos en los cuales (de acuerdo a Livio) se situaban las estatuas de Escipión el Africano, su hermano Lucio Cornelio Escipión Asiático y el poeta Ennio, autor del poema Escipión.
A la izquierda, se destruyó una gran cavidad circular de la tumba, probablemente por la construcción y uso de un horno de cal durante el periodo medieval.

## La llamada "Cabeza de Ennio"
Dos de las cabezas realizadas con toba proveniente del Aniene encontradas en la tumba se encuentran ahora en los Museos Vaticanos. Descubiertas en 1934, fueron inmediatamente robadas. A la primera cabeza (24 cm alto) se le denominó "Cabeza de Ennio", quién tenía una estatua entera en la fachada del hipogeo de acuerdo con lo mencionado por Livio, pero esta atribución es incorrecta, ya que las fuentes establecen que la estatua de Ennio era de mármol, no de tufa. 
No está claro en qué parte de la tumba se encontraron las cabezas, aunque pueden ser retratos de otro ocupante de la misma. La posición ligeramente inclinada del cuello ha provocado que algunos crean que la primera cabeza forma parte de una estatua de mayor tamaño, quizás una figura reclinable de la tapa de un sarcófago, muy común en el sur de Etruria desde principios del siglo III a. C.
El modelado de la cabeza es simple pero eficaz, con una cara redondeada, labios anchos, nariz amplia y grandes párpados. El pelo se entrevé vagamente y sobre la cabeza lleva una corona hecha con pequeñas hojas de laurel y follaje. Los eruditos sugieren que data de finales del siglo II a. C., cuando el estilo etrusco de Latium sufrió sus primeras influencias griegas.

## Sarcófagos e inscripciones

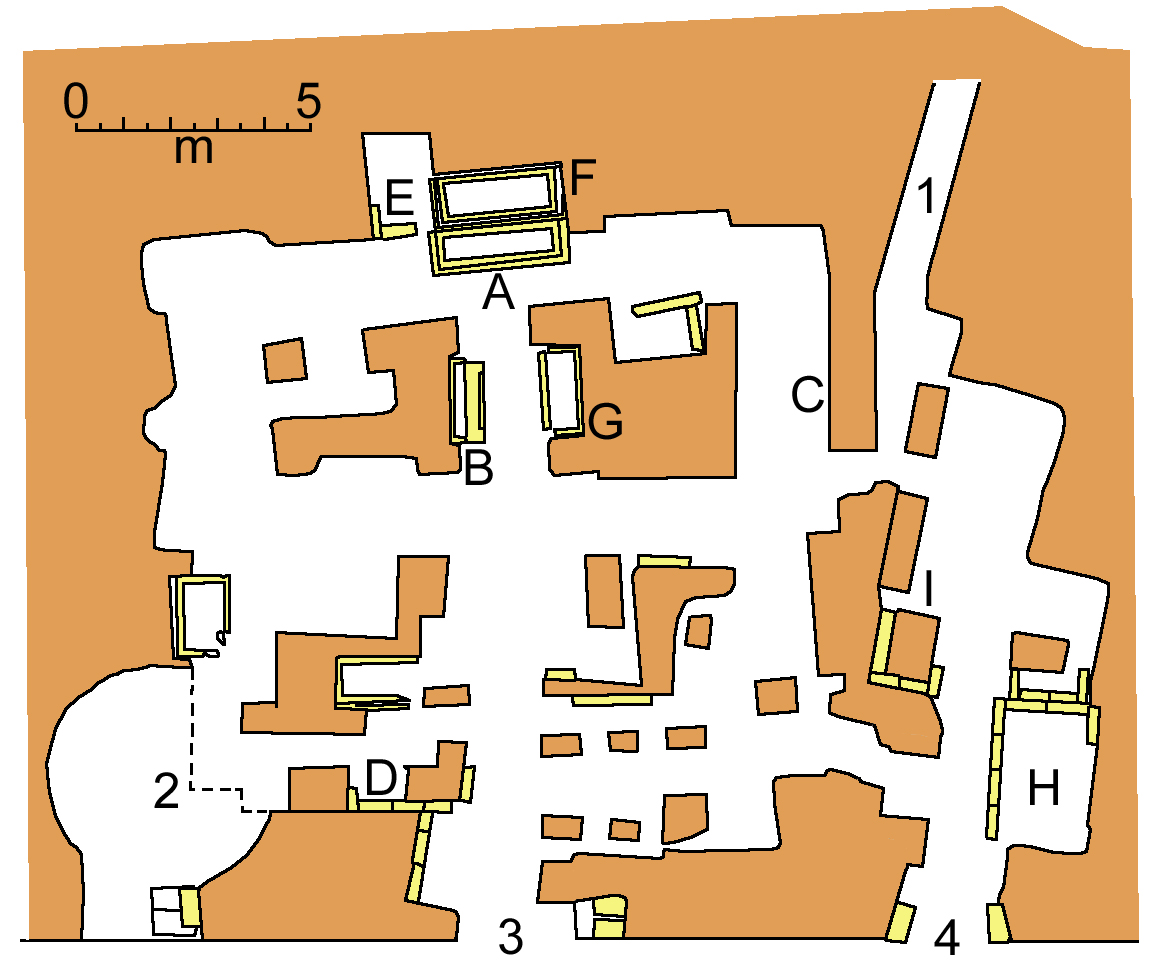
Planta del sepulcro de los Escipiones, basado en un plano de Filippo Coarelli.
1. La antigua entrada
2. La "calcara", un horno de cal medieval
3. La nueva entrada principal, vista en las fotografías, antiguamente con vistas a la Vía Appia
4. La entrada lateral a la nueva ala
Las letras de la A a la I corresponden a los sarcófagos con inscripciones. Actualmente la tumba está vacía a excepción de los facsímiles; los restos fueron desechados o enterrados de nuevo, mientras que los fragmentos de los sarcófagos fueron enviados al Vaticano.

Los alrededor de 30 nichos corresponden al número de Escipiones que vivieron entre principios del siglo III y mediados del siglo II a. C., de acuerdo a Coarelli. Hay dos tipos de sarcófagos, por un lado los "monolíticos" (p.e.; tallado de un único bloque de toba) y "construido" y por el otro, al cual pertenecen la mayoría, es un hueco arqueado hendido en la pared en el cual se colocaba al difunto, y cuya abertura se cubría con una losa en cuya cubierta se grababan letras pintadas de rojo. Los escritores ingleses solían referirse a estos huecos como "loculi" (nichos en italiano). Los nichos se mantienen donde estaban, pero las losas se han trasladado al Vaticano. El sarcófago monolítico de Lucio Cornelio Escipión Barbato se encontraba al final del pasillo, en fila con lo que una vez pudo ser una ventana, ahora la entrada principal. Los otros sarcófagos, de ambos tipos, se añadieron posteriormente así como la excavación de más espacios y habitaciones para ellos.
Los sarcófagos más importantes son los de Lucio Cornelio Escipión Barbato, ahora en los Museos Vaticanos, y el que se cree que perteneció a Ennio, ambos de un volumen sustancial. No se corresponden completamente con la escultura etrusca, pero muestran elementos originales de Latium y particularmente de la cultura romana, y son comparables con otras tumbas romanas (como la Necrópolis Esquilina) en otras ciudades como Tusculum.

### Sarcófago de Escipión Barbato (A)
El sarcófago de Lucio Cornelio Escipión Barbato, cuenta con una copia en la tumba, hecho de peperino, fechado con relativa exactitud en el 280 a. C. Fue el único que tuvo una elaborada decoración de inspiración arquitectónica. Se concibió con forma de altar, con una caja sensiblemente estrecha, molduras en la base y en la parte superior un friso dórico dentado, triglifos y metopas decoradas con diamantes rosas. La tapadera acaba con dos almohadas en cada extremo ("pulvini") que de perfil se asemejan a las volutas jónicas. Esculpido sobre el flanco superior puede observarse un objeto cilíndrico en el que ambos extremos terminan con hojas de acanto.
La gran finura artística de la pieza junto con la mezcla de estilos (dórico, jónico y corintio) deriva de los modelos de la Magna Grecia o Sicilia y es un extraordinario testimonio de la precoz apertura al helenismo en el círculo de los Escipiones.
Sobre la tapadera está presente una inscripción con el patronímico del difunto (pintada), junto a otra más larga y tardía (esculpida), en versos saturnios. Para añadir esta última se eliminó una línea y media de la inscripción más antigua y esta intervención podría remontarse a la época de Escipión el Africano, a principios del siglo II a. C. Se trata de un extracto del  laudatio funebris .

Lucio Cornelio Escipión Barbato, hijo de Gneo, hombre fuerte y sabio, cuyo aspecto estuvo a la par en todo al valor, fue cónsul, censor, edil cerca de vosotros. Tomadas Taurasia y Cisauna en el Sannio, sometió a toda Lucania y se llevó rehenes.
Inscripción sobre el sarcófago de Escipión Barbato

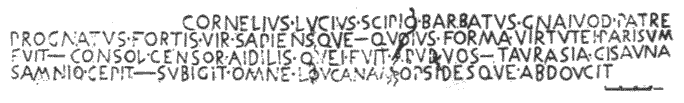
Inscripción del sepulcro de Escipión Barbato

La mención de la forma del difunto, vitutei parisuma, recuerda a la motivación que llevó a los romanos a erigir en el Comitium, durante las guerras samnitas, las estatuas de Pitágoras y de Alcibíades por indicación del Oráculo de Delfos, confirmando la relación entre el entorno romano y el mundo de la Magna Grecia y la Sicilia griega.

### Sarcófago e inscripción de Lucio Cornelio Escipión (B)

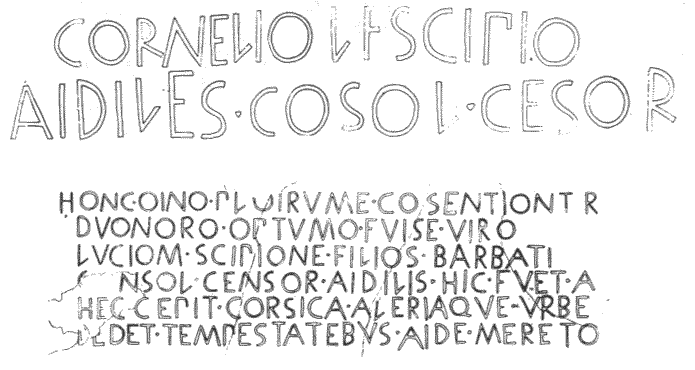
Inscripción de Lucio Cornelio Escipión.

El sarcófago del hijo de Barbato, Lucio Cornelio Escipión, cónsul en el año 259 a. C., se encuentra a mano izquierda en el pasillo central de la tumba paterna y es la segunda en antigüedad. El sarcófago es original, mientras que la inscripción es una copia. También en este caso el epitafio es doble: uno pintado sobre la tapadera que reproduce el nombre y los principales cargos del difunto; otro esculpido sobre la caja, como en el caso de Escipión Barbato, que reproduce, en versos saturnios, una parte de la oración fúnebre. Esta segunda inscripción se remonta probablemente justo después de la muerte del susodicho, (cerca del 230 a. C.) y es más antigua que la segunda inscripción realizada en el sarcófago de Barbato. La inscripción relata cómo el cónsul conquistó Córcega y la ciudad de Aleria y cómo fundó un templo dedicado a las Tempestades.

### Inscripción de Publio Cornelio Escipión,flamen Dialis(C)

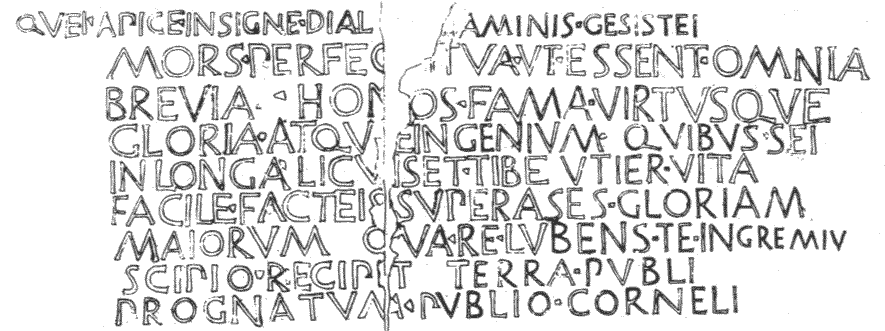
Inscripción de Publio Cornelio Escipión, Flamen Dialis.

La inscripción a Publio Cornelio Escipión que fue flamen Dialis, hijo de Publio, es la tercera más antigua, situada en el último tramo del pasillo de la izquierda. Se supone que fue el hijo de Escipión el Africano, que murió joven, como relata Cicerón, pero tal atribución no se ha aceptado unánimemente por los pocos testimonios de que se dispone. La inscripción que se encuentra en la tumba (una reproducción), cuenta como el difunto consiguió el cargo de Flamen Dialis así como la brevedad de su vida.

### Sarcófago e inscripción de Lucio Cornelio Escipión, hijo de Asiático (D)

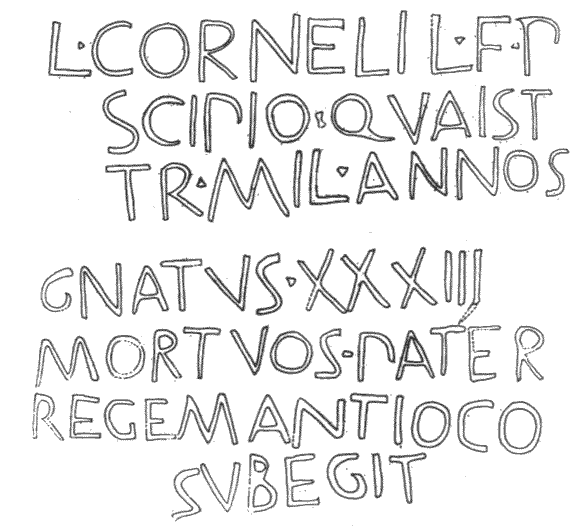
Inscripción de Lucio Cornelio Escipión, hijo del Asiático.

Los restos del sarcófago de Lucio Cornelio Escipión, hijo de Lucio Cornelio Escipión Asiático, compuesto por losas de toba, se encuentra a mano izquierda de la entrada principal. La inscripción recuerda al difunto, que fue cuestor en el año 167 a. C. y tribuno militar; relata asimismo como su padre venció al rey Antioco.

### Restos del sarcófago e inscripciones de Asiageno (E)
Los restos de un sarcófago formado por losas de toba, encajado en una cavidad de la pared, a mano izquierda del sarcófago de Escipión Barbato, ha sido identificado, gracias a la inscripción, como Cornelio Escipión Asiageno Comato, hijo del anterior Lucio. Según la inscripción murió a los 16 años, alrededor del 150 a. C. El apodo de Asiageno confirma la genealogía de la descendencia del Asiático.
La posición del sepulcro, en un hueco excavado a bastante profundidad a partir de un pequeño espacio restante, demuestra que hacia la mitad del siglo II a. C. el lugar de sepultura ya estaba casi completo, siendo necesarias las primeras ampliaciones.

### Restos del sarcófago e inscripciones de Paula Cornelia (F)

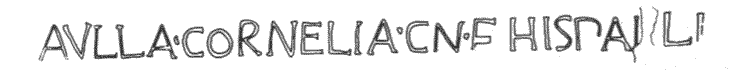
Inscripción de Paulla Cornelia.

Paula Cornelia fue la mujer de Cneo Cornelio Escipión Hispalo, cónsul en el 176 a. C., hijo de Cneo Cornelio Escipión Calvo y por lo tanto hermano de Publio Cornelio Escipión Nasica. Los restos de este sepulcro se encuentran detrás del sarcófago de Escipión Barbato, ampliando para tal fin el nicho. A pesar de que la posición pueda dar lugar a dudas, el sarcófago de Paulla es indudablemente más reciente que el de Barbato, estando el marco superior de este sepulcro, dónde se encuentra la inscripción, apoyado sobre el sarcófago de Barbato: la fachada posterior del sarcófago de Barbato está pegada directamente a este sepulcro, en la parte inferior. Esto indica que a mitad del siglo II  a. C. la tumba estaba casi al completo. 
El sarcófago está labrado en travertino y toba del Aniene. La inscripción solo reproduce el nombre de la finada y su marido.

### Sarcófago e inscripción de Lucio Cornelio Escipión, hijo de Hispalo (G)

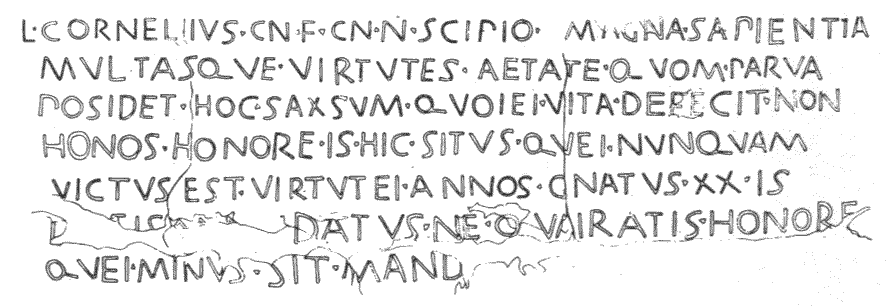
Inscripción de Publio Cornelio Escipión Ispallo.

El siguiente sarcófago, por antigüedad, es del primer hijo de Hispalo, Lucio Cornelio Escipión, situado delante del sarcófago de Flamina Diale. Se realizó en piedra gabina.
La inscripción (una reproducción), es particularmente larga y relata algunas cualidades del difunto, aparte mención de su corta edad: especifica que vivió veinte años y que no tuvo tiempo de alcanzar ningún cargo.

### Sarcófago e inscripción de Cneo Cornelio Escipión Hispalo (H)

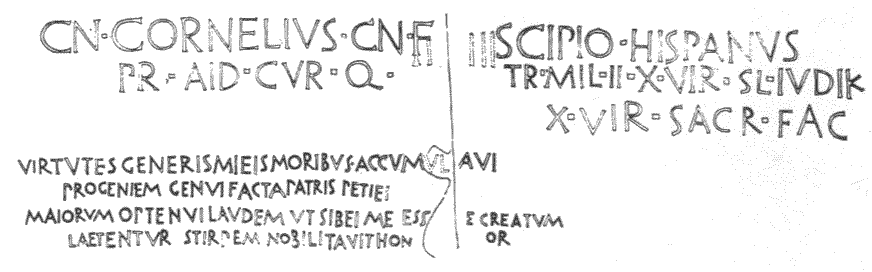
Inscripción de Cneo Cornelio Escipión Hispalo

Cneo Cornelio Escipión Hispalo era el segundo hijo del Hispano y de Paula Corneli. Sú sarcófago, situado en el ala nueva, está fabricado en toba del Aniene. La inscripción (reproducción) es la única que ha sobrevivido completa y reproduce los cargos del difunto (pretor, edil curul, cuestor, tribuno militar en dos ocasiones y miembro del decenvirato) además de ensalzar la estirpe de los Escipiones. La inscripción está en pentámetro dactílico, una métrica introducida en Roma desde Grecia en el siglo II a. C. por el poeta Ennio.
El hispano murió hacia el año 139 a. C. y por ello puede datarse la ampliación del sepulcro entre el 150 y el 135 a. C., probablemente al mismo tiempo que la remodelación de la fachada en la que se creó un arco para el acceso a esta seguna ala.

### Sarcófago e inscripción de personaje incierto (I)
La última inscripción hallada se encuentra en el ala "nueva" y está incompleta; solo se lee el nombre Scipionem. El sarcófago es de toba del Aniene.